# Rondón (Boyacá)
Rondón est une municipalité située dans le département de Boyacá, en Colombie.

## Histoire
Avant d'être connue sous le nom de Rondón, cette municipalité est la verada La Galera, rattachée à Zetaquira. En 1902, La Galera est érigée en corregimiento. À travers l'ordonnance no 5 du 30 juin 1904, l'Assemblée départementale du Boyacá crée la municipalité San Rafael, qui a sous sa juridiction les veredas La Galera, Porquera, Renanica y Gacal, qui dépendaient jusque lors à la municipalité de Zetaquira. Via un décret, l'évêque de Tunja, Eduardo Maldonado Calvo, élève San Rafael au rang de paroisse le 29 juin 1920. Jusqu'au 30 juin 1936, la municipalité porte le nom de San Rafael. Elle change de nom via l'ordonnance no 6 de l'Assemblée départementale du Boyacá, s'appelant dès lors Rondón, en hommage au héros de la bataille du Pantano de Vargas, le colonel Juan José Rondón.

## Administration
La municipalité est composée de douze veredas : Centro, Bolivar, Sucre, Nueva Granada, Junín, Junín Vasques, San José, San Antonio, San Isidro, Nariño, Ricaurte et San Ignació.